# Susanna Huovinen
Krista Anri Susanna Huovinen, née le 10 juin 1972 à Liminka, est une femme politique finlandaise, membre du Parti social-démocrate de Finlande (SDP). Elle est ministre des Services sanitaires et sociaux du 24 mai 2013 au 29 mai 2015.

## Biographie

### Carrière politique
En mars 1999, elle est élue députée à la Diète nationale. À l'occasion du remaniement ministériel opéré le 23 septembre 2005, elle entre dans le premier gouvernement du libéral Matti Vanhanen, comme ministre des Transports et des Communications.
Le SDP repassant dans l'opposition avec les élections de mars 2007, elle prend la présidence de la commission parlementaire de l'Environnement, qu'elle occupe jusqu'en février 2008, puis de nouveau entre février 2009 et avril 2011. Deux mois plus tard, elle est choisie comme chef de file de la délégation finlandaise à l'Assemblée parlementaire du Conseil de l'Europe.
Elle fait son retour au gouvernement le 24 mai 2013, lors d'un remaniement du gouvernement dirigé par le conservateur Jyrki Katainen. Elle occupe alors le poste de ministre des Services sanitaires et sociaux.

### Vie privée
Depuis 2003, elle est mariée à Timo Koivisto, un élu local avec qui elle a deux fils, nés en 2004 et 2008. La famille réside à Jyväskylä, capitale de la Finlande-Centrale.